# 飯田かずな
飯田 かずな（いいだ かずな、1973年 - ）は、日本の写真家。東京都生まれ。東京工芸大学短期大学部画像技術科卒、研究課程修了。

## 来歴、人物、作風
子供の頃に見たウエディング写真や旅行パンフレットに魅了され、写真の世界を目指す。
東京工芸大学短期大学部ではデザインや印刷・画像加工技術を学び、在学中にマガジンハウスでアシスタントを開始。その後独立。
主にPhotoshopでのデジタル加工したビビットでキッチュな作風で多方面で活動。アートディレクターの視点で映画のヴィジュアルディレクションも務めている。
2019年には写真館「P familia」をオープンしている。
現在、一児の母。

## 写真集
- 「幸福論と。」（主婦の友社／2012年） ※劇団ひとり氏との共著[3]
- 「水中庭園」（iPhone・iPad アプリ／2010年）
- 「MIRACLE STARS 〜KAZUNA IIDA WORKS〜」（時鐘舎／2006年）
- 「Holiday」（講談社／2003年）
- 「富子と君作」（ACIプレス／2000年）
- 「ヌード・ア・ゴー!!ゴー!! 〜LOVEな毎日〜」（イーストプレス／1997年）

## 書籍
- 「ファンシーポップ＆ビビッドキッチュ写真素材集 -花・お菓子・動物・雑貨・風景」（PIE International/2018年）
- 「ビビッド＆キッチュ Photoshop レタッチ・合成 Super⭐︎Making」（技術評論社/2018年）

## 受賞歴
- 第36回 2011 JPS展 入選（2011年）[4]
- 第35回 APAアワード2007 入選（2006年）[5]
- 第5回 ヤング・ポートフォリオ K・MoPAコレクション収集（1999年）
- 第1回 JOAA展 入選（1998年）
- モンド21アワード 新人賞（1996年）

## 個展
- 「SWEETIES」（The Artcomplex Center of Tokyo／東京／2022年）
- 「ハレノヒ」（公益社団法人 東京都看護協会／東京／2021年）
- 「ベビ★デコ」（GALLERY SPEAK FOR／東京／2016年）
- 「ハレノヒ 〜写真詩集『幸福論と。』より〜」（GALLERY SPEAK FOR／東京／2012年）
- 「幸福論と。」（渋谷PARCO LOGOSギャラリー／東京／2012年）
- 「水中庭園」（The Artcomplex Center of Tokyo／東京／2011年）
- 「水中庭園」（越前松島水族館／福井／2011年）
- 「水中庭園」（海遊館／大阪／2011年）
- 「水中庭園」（男鹿水族館GAO／秋田／2011年）
- 「水中庭園」（浅虫水族館／青森／2011年）
- 「水中庭園」（GALLERY SPEAK FOR／東京／2010年）
- 「水中庭園」（仙台フォーラス／宮城／2010年）
- 「水中庭園」（大分PARCO／大分／2010年）
- 「水中庭園」（登別マリンパークニクス／北海道／2010年）
- 「水中庭園」（伊豆・三津シーパラダイス／静岡／2010年）
- 「水中庭園」（アクア・トトぎふ／岐阜／2010年）
- 「MIRACLE STARS 〜KAZUNA IIDA WORKS〜」（池袋PARCO／東京／2006年）
- 「MIRACLE STARS 〜KAZUNA IIDA WORKS〜」（大分PARCO／大分／2006年）
- 「Holiday」（大分PARCO／大分／2004年）
- 「Holiday」（ラフォーレ原宿松山／愛媛／2003年）
- 「Holiday」（LAPNET／東京／2003年）
- 「IIDA KAZUNA」（青山 OFFICE／東京／2001年）
- 「富子と君作」（田中画廊／東京／1999年）

## グループ展
- 第27回看護管理学会学術集会「A hundred photo exhibition写真展　CATCH LIGHT」（東京国際フォーラム B5ホール／東京／2023年）
- ワンピース俱楽部展vol. 12「はじめてかもしれない」（3331ARTS CHIYODA 1Fメインギャラリー／東京／2019年）
- タグボート主催 アートフェス「Independent Tokyo 2019」（ヒューリックホール／東京／2019年）AO NOSEとして参加
- 「東京インディペンデント2019」（東京藝術大学陳列館／東京／2019年）AO NOSEとして参加
- 「早乙女ゆう 写真展」（下北沢 ギャラリーバロンデッセ／東京／2017年）
- 清里フォトアートミュージアム（K*MoPA） 開館20周年記念「原点を、永遠に。」（東京都写真美術館／東京／2014年）
- 能年玲奈フォトブック発売記念「ぐりぐりぐるみ」展（原宿デザインフェスタギャラリー／東京／2014年）
- CHOICE FOR GIFTS展（GALLERY SPEAK FOR／東京／2012年）
- Worldwide@Young Portfolio展（清里フォトミュージアム K*MoPA／山梨／2011年）
- show.0展（仙台 クリエイターサロン ゼロベース／宮城／2011年）
- Sound of photography展（西武渋谷店 B館8階美術画廊／東京／2011年）
- JPS日本写真家協会展（東京都写真美術館／東京／2011年）
- CHOICE FOR GIFTS展（GALLERY SPEAK FOR／東京／2011年）
- 社団法人日本広告写真家協会50周年展『Made in Japan』展（富士フイルムフォトサロン／大阪／2010年）
- 社団法人日本広告写真家協会50周年展『Made in Japan』展（富士フイルムフォトサロン東京 スペース2／東京／2010年）
- 写真銀行.com展（写真銀行.com／東京／2010年）
- カンテルモクラブ会員展（ギャラリーコスモス／東京／2010年）
- PARK展（PARK表参道／東京／2010年）
- KAZUNA IIDA × Fosfo7「abundant of extreme 〜たくさんの極端〜」（CURIOSITY／東京／2009年）
- APAアワード2007 第35回社団法人日本写真協会公募展（東京都写真美術館／東京／2007年）
- 超[メタ]ヴィジュアル展（centre des arts／フランス／2005年）
- NEUT.006 EXIBITION in CET05（東レビル三井第三別館／東京／2005年）
- クラブ・パラディーソ 写真をめぐる愉しみ展（清里フォトミュージアム K*MoPA／山梨／2004年～2005年）
- I am.〜飯田かずな×三橋純〜展（東京都写真美術館／東京／2002年）
- 日韓映像フォーラム展（京畿道文化芸術会館／韓国／2002年）
- デジスタ展＠東京写真美術館（東京都写真美術館／東京／2002年）
- More Or Less Tokyo Life展（ギャラリーO2／韓国／2002年）（ギャラリーO2／韓国／2002年）
- 現代日本写真家展「FRASH」（Institute Of Contemporary Art-Dunaujvaros／ハンガリー／2001年）
- 1999年度ヤング・ポートフォリオ展（清里フォトミュージアム K*MoPA／山梨／2000年）

## 主な仕事

### ≪写真≫

#### 広告
- 朝日ウィークリー
- ABCマート
- au
- 江崎グリコ
- エスエス製薬
- NEC
- NHK
- NTTドコモ関西
- エマックス・クルメ
- カーチス
- 金沢工業大学
- カルビー
- キャドバリー・ジャパン
- ぐるなび
- ジー・モード
- 城西国際大学
- スター・チャンネル
- 全国学生引越しセンター
- soft99
- DAIHATSU
- ダノンジャパン
- 大正大学
- 高橋書店
- タワーレコード
- 中部電力
- 築地本願寺
- TBSテレビ
- テイツー
- テレビ東京
- ナック
- ネスレ
- PARCO
- BSフジ
- フジテレビジョン
- BOOK-OFF
- ベネッセコーポレーション
- ポニーキャニオン
- ホリプロ
- HONDA
- 丸井
- mixi
- みずほ銀行
- 森永製菓
- 讀賣テレビ放送
- 楽天
- ラゾーナ川崎
- リカルデント
- Livin' Large
- ロート製薬
- ロッテ

#### 雑誌
アイドル誌、女性ファッション誌、男性グラビア誌等、多数。
【連載】
- 「月刊ジュニアエラ “放課後はまかせて！HiHi JetsにQueston”」（朝日新聞出版/2022年〜連載中）
- 「月刊ジュニアエラ “#2020 パックンの英会話”」（朝日新聞出版/2018年〜2022年）
- 「月刊ジュニアエラ “Sexy Zoneのスクール⭐︎サバイバル”」（朝日新聞出版/2017年〜2022年）
- 「月刊BOB　“遺伝子の不思議”」（髪書房／2016年〜2017年）
- 「月刊BOB　“いとうあさこ×飯田かずな　あの頃をレプリカる”」（髪書房／2015年～2016年）
- 「月刊aene　“ベビ★デコ”」（学研パブリッシング／2014年）
- 「月刊B.L.T.　“能年玲奈のぐりぐりぐるみ”」（東京ニュース通信社／2012年〜2014年）
- 「月刊Ocappa　“広海深海×飯田かずな　モテ女子講座”」（髪書房／2012年〜2013年）
- 「月刊Ocappa　“かずなクリニック”」（髪書房／2008年～2009年）
- 「フリーペーパーmetro mini.　“飯田かずな いい足袋、夢気分。”」（スターツ出版／2006年～2007年）
- 「季刊誌photographica　“飯田かずなのコラージュ魂!!”」（MdN／2006年）
- 「隔月誌Knack　“snappy”」（メディアボーイ／2001年）
- 「季刊誌リトルモア　表紙」（リトル・モア／2000年〜2001年）
- 「週刊ファミ通　“ハッピーゲームハッピーライフ”」（アスキー／1999年）

#### 写真集、スタイルブック
- オムニバス写真集『ハロ通 PHOTOBOOK③』石田亜佑美さん分撮影（オデッセー出版/2022年）
- Takamiy Metal Valentine’s Day GOODS『T-FASHION vol.9』（2020年）
- オムニバス写真集『ファミハロ！PHOTOBOOK』佐々木莉佳子さん分撮影（オデッセー出版/2018年）
- JERRY YEN「MEMORIAL PHOTO BOOK 2018」（Milky Way/2018年）
- 「王子辞典 The NEW WAVE」（太田出版/2018年）
- 竹内涼真ファースト写真集「Ryomania」※5人の写真家によるコラボレート写真集（主婦の友社／2015年）
- 能年玲奈フォトブック「ぐりぐりぐるみ」（東京ニュース通信社／2014年）
- 渡辺おさむ作品集「SWEET OR UNSWEET?」（ビー・エヌ・エヌ新社／2012年）
- FASHION DOLL PULLIP「Hi! I'm Pullip」（Groove inc.／2012年)
- 佐々木希スタイルブック「Aoko Style Book」（宝島社／2012年）
- 道重さゆみ写真集「Sayuminglandoll」（ワニブックス／2011年）
- 「王子辞典 revolution」（太田出版／2010年）
- 「王子辞典」（太田出版／2007年）
- 小出恵介写真集「おいらと蒼い」（オリコン・エンタテイメント／2006年）
- 山上兄弟写真集「てじな〜にゃ」（ソフトバンククリエイティブ／2006年）
- 松嶋尚美写真集「color 〜いろの魔法〜」（角川書店／2005年）
- 釈由美子写真集「別冊釈由美子」※5人の写真家によるコラボレート写真集（講談社／2002年）

#### 書籍
- 「NACS HOLIC 2008-2017」（TEAM NACS 著／学研プラス／2017年）
- 「妊活ダイアリーFromブス恋」（鈴木おさむ 著／マガジンハウス／2015年）
- 「アイアムジャパニーズ～これがハーフ芸人の生きる道～」（堀田・世紀・アントニー著／ヨシモトブックス／2015年）
- 「乙女の玉手箱シリーズ うさぎ」（グラフィック社／2013年）
- 「乙女の玉手箱シリーズ こけし」（グラフィック社／2013年）
- 「ブスの瞳に恋してる4 愛してる！が10年続く秘密」（鈴木おさむ 著／マガジンハウス／2012年）
- 「だからこそできること」（乙武洋匡・武田双雲 著／主婦の友社／2012年）
- 「乙女の玉手箱シリーズ きのこ」（グラフィック社／2011年）
- 「乙女の玉手箱シリーズ マトリョーシカ」（グラフィック社／2011年）
- 「乙女の玉手箱シリーズ カエル」（グラフィック社／2012年）
- 「乙女の玉手箱シリーズ ぶた」（グラフィック社／2012年）
- 「ブスの瞳に恋してる3」（鈴木おさむ 著／マガジンハウス／2010年）
- 「スペショル」（柳沢慎吾 著／学研パブリッシング／2010年）
- 「ちまがらブック」（タケヤマ・ノリヤ 著／グラフィック社／2009年）
- 「リカちゃん生まれます」（小島康宏 著／集英社／2009年）
- 「あさこ40歳。〜私、生きてる！〜」（いとうあさこ 著／講談社／2009年）
- 「ブスの瞳が恋されて」（大島美幸 著／マガジンハウス／2008年）
- 「Be TARO! 〜岡本太郎に出会う本」（学習研究社／2006年）
- 「ブスの瞳に恋してる2」（鈴木おさむ 著／マガジンハウス／2006年）
- 「豆千代の着物ア・ラ・モード」（豆千代 著／小学館／2005年）
- 「ブスの瞳に恋してる」（鈴木おさむ 著／マガジンハウス／2004年）
- 「PostPet V3 AtoZ」（NTT出版／2003年）
- 「PoP'n PostPet」（アクセラ／1998年）

#### 映画
- 「MANKAI MOVIE『A3!』~SPRING＆SUMMER~」（2021年公開）
- 「ラブ×ドック」（2018年公開）
- 「たまこちゃんとコックボー」（2015年公開）
- 「ハンサム★スーツ」（2008年公開）
- 「ラブ★コン」（2006年公開）
- 「恋は五・七・五」（2005年公開）
- 「マネーざんず」（2002年公開）

#### CDジャケット
- BUGVEL「Diamonds」（UNIVERSAL MUSIC JAPAN／2022年　予定）
- THE ALFEE「星空のCeremony / Circle of Seasons」（Present Label／2022年）
- CUBERS「CHOICE」（KING RECORDS ／2022年）
- BUGVEL「Heartbreaker」（UNIVERSAL MUSIC JAPAN／2022年）
- THE ALFEE「天地創造」（UNIVERSAL MUSIC JAPAN／2021年）
- IVVY「PIE5E」（ビクターエンタテイメント／2021年）
- THE ALFEE「The 2nd Life -第二の選択-」（UNIVERSAL MUSIC JAPAN／2021年）
- THE ALFEE「JOKER -眠らない街-」（UNIVERSAL MUSIC JAPAN／2020年）
- カノエラナ「キョウカイセン」（ワーナーミュージック・ジャパン／2018年）
- CRAZY WEST MOUNTAIN「トレイルラン」（2017年）
- カノエラナ「カノエ上等」（ワーナーミュージック・ジャパン／2017年）
- はるな愛「えぇねんで」（TOWER RECORDS／2016年）
- たんきゅんデモクラシー「ひげヒゲげひポンポン」（桜餅同好会／2014年）
- Not yet「波乗りかき氷」（日本コロムビア／2011年）
- 堀江由衣「PRESENTER」（キングレコード／2011年）
- 工藤慎太郎「2つで1つ」（日本コロムビア／2009年）
- 加賀美セイラ「Ide Animation」（VAP／2009年）
- Missing Link × 塚地武雅「マイ★レボリューション」（エピックレコードジャパン／2008年）
- 槇原敬之「悲しみなんて何の役にも立たないと思っていた。」（avex／2007年）
- the do-nuts「2人のイバショ／おまかせ☆ロック」（avex／2007年）
- レイザーラモンHG「YOUNG MAN」( R＆C／2006年)
- びゅーちふるず「365 歩のマーチ」（インディペンデントレーベル／2005年)
- マイナスターズ「俺なんでもいいし」（東芝 EMI／2005年)
- 山上兄弟「マジカルてじなーにゃ」（R＆C／2005年)
- びゅーちふるず「日本ハッスル化計画宣言」（インディペンデントレーベル／2005年)
- NEWS「紅く燃ゆる太陽」初回限定盤・通常盤（ジャニーズ・エンタテイメント／2004年)
- びゅーちふるず「朝ごはんの歌」（スプラッシュ／2004年)]
- RAG FAIR「白い天使が降りてくる」（トイズファクトリー／2003年)
- チョナン・カン「愛の唄 〜チョンマルサランヘヨ〜」（ビクターエンタテインメント／2002年)
- 三瓶「SANPEI DAYS」（ポニーキャニオン／2002年)
- 三瓶「三瓶のエブリディ」（ポニーキャニオン／2002年)
- RUN&GUN「Ready go!」( アンティノスレコード／2001年)
- モーニング娘。T&C ボンバー他「プッチベスト」（ゼティマ／2000年）

#### TV番組
- 「蒼井優 × 4つの嘘 〜第二章 バライロノヒビ〜」（WOWOW／2008年）
- 「チョナン・カン2」（フジテレビジョン／2004年〜2010年）
- 「チョナン・カン」（フジテレビジョン／2001年〜2004年）
- 「爆笑おすピー問題！」オープニング写真（フジテレビジョン／2004年〜2005年）
- 「ハッピーボーイズ！」オープニング写真（フジテレビジョン／2002年〜2004年）
- 「BACK-UP!」オープニング写真（フジテレビジョン／2001年〜2002年）
- 「ポンキッキーズ」 爆チュー写真のモデルになろう! キャンプ（フジテレビジョン／2002年）
- 「やるせなすの夏」（フジテレビジョン／2001年）

#### 舞台、芝居
- オールメン朗読劇「素晴らしき哉！人生！」（2020年）
- ミラクル⭐︎ステージ「サンリオ男子」（2018年）
- エイベックス・エンタテインメント「カレフォン」(2018年)
- 劇団かもめんたる「市民プールにピラニアが出た！！」（2018年）
- 梅田芸術劇場「SHOW STOPPERS！！」（2018年）
- よしもとクリエイティブ・エージェンシー「いつか遭えたら-娘の夢を母が斬る-」（2016年）
- 梅田芸術劇場「ボンベイドリームス」（2015年）
- 鈴木おさむ劇場「イケナイコトカイ？」（2014年）
- 鈴木おさむ劇場「美幸」（2013年）
- TBS「テレビのなみだ」（2013年）
- STUDIO LIFE「じゃじゃ馬ならし」（2010年）
- よしもとクリエイティブ・エージェンシー「愛Pod 〜才能は努力では手に入らないのですか？〜」（2010年）
- 珍しいキノコ舞踊団「あなたが『バレる』と言ったから」（2010年）
- 日本テレビ／パソナグループ／銀河劇場「ブロードウェイミュージカル SPELLING BEE」（2009年）
- STUDIO LIFE「十二夜」（2009年）
- よしもとクリエイティブ・エージェンシー「愛Pod」（2009年）
- 劇団ザ・おさむショー「2人ぼっち」（2009年）
- イオン化粧品 シアターBRAVA!「春子ブックセンター」（2008年）
- 宝塚歌劇団「PARADISE PRINCE」（2008年）
- よしもとクリエイティブ・エージェンシー「尋常人間ZERO」（2008年）
- カルカルプロデュース「うす皮一枚」（2006年）
- 珍しいキノコ舞踊団 伊藤千枝ソロ公演「私、潜るわ。」（2006年）
- 劇団ザ・おさむショー「チェリー・ボーイ」（2006年）
- 劇団ザ・おさむショー「ザ・リピート」（2006年）
- 劇団ザ・おさむショー「YELLOW 〜股間に咲いた向日葵〜」（2005年）
- 劇団ザ・おさむショー「2人ぼっち」（2005年）
- 劇団ザ・おさむショープレミア公演「ZERO」（2005年）
- 劇団ザ・おさむショーよゐこも一緒公演「PUSH START」（2004年）
- 劇団ザ・おさむショー「あるニューハーフVSヤクザのはなし」（2004年）
- 劇団ザ・おさむショー「あるヤクザのはなし」（2004年）
- 劇団ザ・おさむショー「あるニューハーフのはなし」（2004年）
- 劇団ザ・おさむショー「名刀太刀ヒロシ」（2003年）
- 珍しいキノコ舞踊団「ウィズユ－0.1」（2000年）
- 珍しいキノコ舞踊団「あなたが『バレる』と言ったから」（1999年）
- 珍しいキノコ舞踊団「牛乳が、飲みたい」（1999年）

#### ライブ、イベント
- カンニング竹山 単独ライブ「放送禁止2019」（2022年）
- カンニング竹山 単独ライブ「放送禁止2019」（2021年）
- カンニング竹山 単独ライブ「放送禁止2019」（2020年）
- カンニング竹山 単独ライブ「放送禁止2019」（2019年）
- よゐこライブ「オーダーメイド2019」（2019年）
- カンニング竹山 単独ライブ「放送禁止2018」（2018年）
- よゐこライブ「オーダーメイド」（2018年）
- カンニング竹山 単独ライブ「放送禁止2017」（2017年）
- キンタロー。初単独ライブ「Kintalo。TV」（2017年）
- 第七回 白鵬杯（2017年）
- カンニング竹山 単独ライブ「放送禁止2016」（2016年）
- よゐこライブ「ヒーローネタ祭」（2016年）
- 第六回 白鵬杯（2016年）
- カンニング竹山 単独ライブ「放送禁止2015」（2015年）
- 第五回 白鵬杯（2015年）
- カンニング竹山 単独ライブ「放送禁止2014」（2014年）
- 第四回 白鵬杯（2014年）
- カンニング竹山 単独ライブ「放送禁止2013」（2013年）
- カンニング竹山 単独ライブ「放送禁止2012」（2012年）
- よゐこライブ「もしもの from A」（2012年）
- カンニング竹山 単独ライブ「放送禁止2011」（2011年）
- よゐこライブ「よゐこのヤマダ電機」（2011年）
- カンニング竹山 単独ライブ「放送禁止2010」（2010年）
- よゐこライブ「80年代を駆け抜けた君に贈る80'Sネタ祭」（2010年）
- カンニング竹山 単独ライブ「放送禁止2009」（2009年）
- よゐこライブ「よゐこと一緒にコントライブ」（2009年）
- 森三中ライブ「ぴーぴーどんどん」（2009年）
- カンニング竹山 単独ライブ「放送禁止2008」（2008年）
- よゐこライブ「まんがネタ祭」（2008年）

### ≪映像≫

#### 監督
- CM「NTTdocomo関西 〜家族いっしょ割編、グラフィカルタイポ編」（2007年）
- CM「タカランドステーションID 〜ちょびひげマジシャン編、アフロDEダンス編、骸骨ダンス編、笑い袋編、シングアソング編」（2004年）
- PV「NEWS 希望〜YELL〜」（2004年）
- PV「NEWS 紅く燃ゆる太陽」（2004年）
- CM「ASAHI 十六茶 〜春の体操編」（2003年）
- 映画「東京★ざんすっ（マッハ★85）」（2002年公開）
- 映画「マネーざんす（マスクマン）」（2002年公開）

#### アートディレクション
- 映画「ラブ×ドック」（2018年公開）
- TV「恋するマジロン〜明日使える恋愛テク〜」（日本テレビ ／2010年）
- 映画「ハンサム★スーツ」（2008年公開）
- 映画「ラブ★コン」（2006年公開）
- CM「soft99 フクピカ」（2001年）

## 取材インタビュー
- 「AERA with Baby」（雑誌／朝日新聞出版／2020年）
- 「COMMERCIAL PHOTO」（雑誌／玄光社／2019年）
- 「逢喜利」（TV／中京テレビ／2019年）
- 「やりすぎ！ピンポン代行社」（TV／テレビ朝日／2016年）
- 「デザインノート No.54」（雑誌／誠文堂新光社／2014年）
- 「以撮影為樂」（書籍／High photo Japan／2012年）※台湾
- 「CanCam 2012年1月号」（雑誌／小学館／2012年）
- 「ProCameraman.jp」（Web／カラーズ有限会社／2012年）
- 「nina's Superior」（雑誌／祥伝社／2012年）
- 「SHUTTER magazine vol.6」（雑誌／サンクチュアリ・パブリッシング／2012年）
- 「S」 VOL.40 2012 Autumn（雑誌／飛鳥新社／2012年）
- 「SHUTTER magazine vol.2」（雑誌／サンクチュアリ・パブリッシング／2011年）
- 「いちばんかんたんなデジタル一眼の撮り方手帖」（書籍／毎日コミュニケーションズ／2010年）
- 「フォトグラファーズ 写真を仕事にするしあわせ」(書籍／雷鳥社／2010年）
- 「GALLERY SPEAK FOR アーティストインタビュー」（Web／GALLERY SPEAK FOR／2010年）
- 「SPUR 2010年8月号」（雑誌／集英社／2010年）
- 「オトナ＊ラボ 01号」（雑誌／マイナビ／2009年）
- 「SHOOTING STAR」（雑誌／2009年）※スウェーデン
- 「PS 2009年3月号」（雑誌／小学館／2009年）
- 「High Photo Japan」（Web／雷鳥社／2008年）
- 「デザインノート No.21」（雑誌／誠文堂新光社／2008年）
- 「デザインのひきだし 3号」（雑誌／グラフィック社／2007年）
- 「瞳Photos 3号」（雑誌／マリア書房／2007年）
- 「Photoshop world 03号」（会報誌／NAPPJ／2006年）
- 「PHaT PHOTO」（雑誌／シー・エム・エス／2006年）
- 「Photographica vol.1」（雑誌／エムディエヌコーポレーション／2006年）